# Helichus suturalis
Helichus suturalis is een keversoort uit de familie ruighaarkevers (Dryopidae). De wetenschappelijke naam van de soort werd in 1852 gepubliceerd door John Lawrence LeConte.